# Hoeve met duiventoren

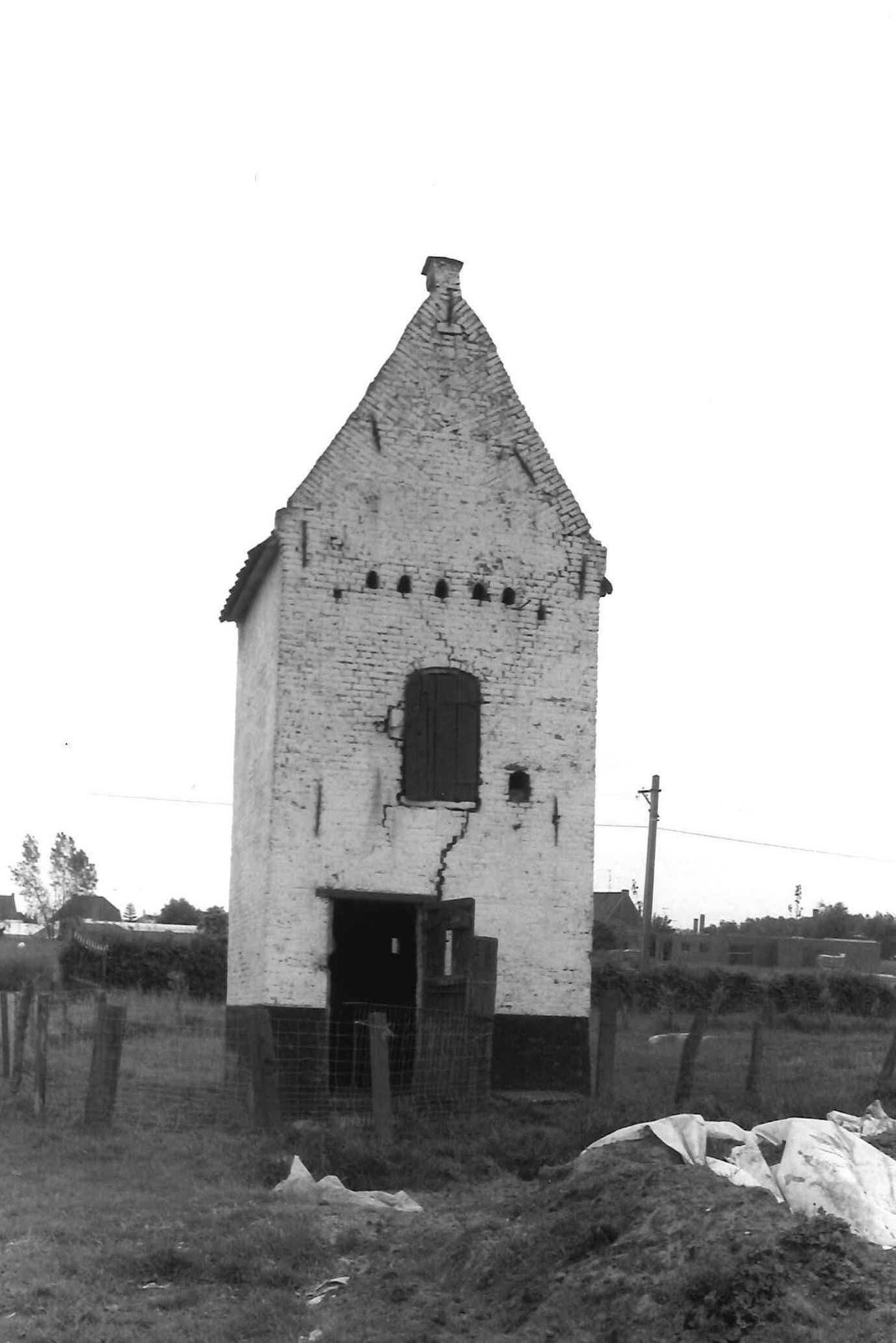
Duiventoren

De Hoeve met duiventoren is een historische boerderij in de Oost-Vlaamse plaats Lochristi, gelegen aan Smalle Heerweg 62.
Deze boerderij werd in de 19e eeuw aangepast. Van belang is de losstaande duiventoren die waarschijnlijk uit de 18e eeuw stamt. Hij heeft een vierkante plattegrond en wordt gedekt door een zadeldak. Deze toren is geklasseerd als monument.
Verder is er een dwarsschuur en een stallengebouw, waarschijnlijk uit de 19e eeuw.